# 혼식

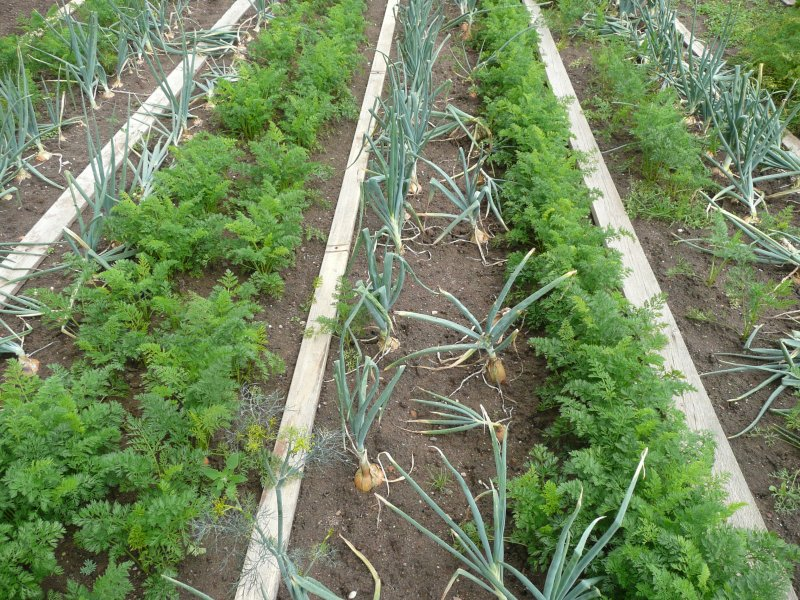
당근과 양파의 혼식. 양파 냄새는 당근뿌리파리를 퇴치하고, 당근 냄새는 양파파리를 퇴치한다.

혼식(companion planting)은 정원 가꾸기 및 농업에서 잡초 억제, 해충 방제, 수분, 익충 서식지 제공, 공간 활용 최대화, 기타 작물 생산성 증가 등 다양한 이유로 다양한 작물을 근접하게 심는 것이다. 혼식은 복작의 한 형태이다.
혼식은 산업화된 국가와 개발도상국 모두에서 여러 가지 이유로 농부와 정원사가 사용한다. 혼식에 대한 현대적 원리 중 다수는 수세기 전에 아시아의 산림 정원에 존재했고, 수천 년 전에는 메소아메리카에 존재했다. 이 기술을 통해 농부들은 값비싼 인공 비료와 살충제 투입을 줄일 수 있다.

## 같이 보기
- 사이짓기